# Via Santa Maria Antesaecula
La via Santa Maria Antesaecula est une rue du centre historique de Naples, ancienne et labyrinthique, située dans le rione Sanità. C'est au numéro 109 qu'est né en 1898 l'acteur Antonio de Curtis, dit Totò.

## Histoire
Cette rue porte le nom de l'église Santa Maria Antesaecula, ce qui témoigne de son origine antique.
Au début de la rue, du côté droit, se trouve l'entrée d'une hypogée grecque, l'une des nombreuses du rione. Une autre église donne dans cette rue, l'église du Santissimo Crocifisso ad Antesaecula, aujourd'hui murée et délabrée.
Le palazzo dello Spagnolo, qui se trouve à proximité via dei Vergini, est prévu pour dédier une partie de son espace à un musée consacré à Totò.

## Source de la traduction
- (it) Cet article est partiellement ou en totalité issu de l’article de Wikipédia en italien intitulé « Via Santa Maria Antesaecula » (voir la liste des auteurs).